# Lago da Pedra
Lago da Pedra is een gemeente in de Braziliaanse deelstaat Maranhão. De gemeente telt 44.272 inwoners (schatting 2009).